# Reuben Thompson
Reuben Thompson (* 15. února 2001) je novozélandský profesionální silniční cyklista jezdící za UCI WorldTeam Groupama–FDJ.

## Kariéra
V červenci 2021 vybojoval Thompson největší vítězství kariéry, když získal celkové vítězství a další 2 dresy na závodě Giro della Valle d'Aosta. Později téhož roku bylo oznámeno, že se Thompson stane členem UCI WorldTeamu Groupama–FDJ v roce 2023. V roce 2022 se Thompson znovu zúčastnil Gira della Valle d'Aosta jako obhájce vítězství. Závod dokončil na celkovém druhém místě za týmovým kolegou Lennym Martinezem a vyhrál čtvrtou etapu.

## Hlavní výsledky
2019
Národní šampionát
3. místo časovka juniorů
Ain Bugey Valromey Tour
6. místo celkově
2020
Tour of Southland
vítěz 3. etapy
2021
Giro della Valle d'Aosta
 celkový vítěz
 vítěz bodovací soutěže
 vítěz vrchařské soutěže
New Zealand Cycle Classic
vítěz 1. etapy (TTT)
Tour du Pays de Montbéliard
3. místo celkově
Národní šampionát
3. místo silniční závod do 23 let
Ronde de l'Isard
5. místo celkově
2022
Circuit des Ardennes
2. místo celkově
 vítěz soutěže mladých jezdců
Giro della Valle d'Aosta
2. místo celkově
vítěz 4. etapy
Ronde de l'Isard
2. místo celkově
Tour Alsace
4. místo celkově
4. místo GP Capodarco
Giro Ciclistico d'Italia
5. místo celkově
5. místo Trofeo Bonin Costruzioni
2023
Národní šampionát
4. místo silniční závod